# Plage d'Angra do Heroísmo
 (septembre 2024).

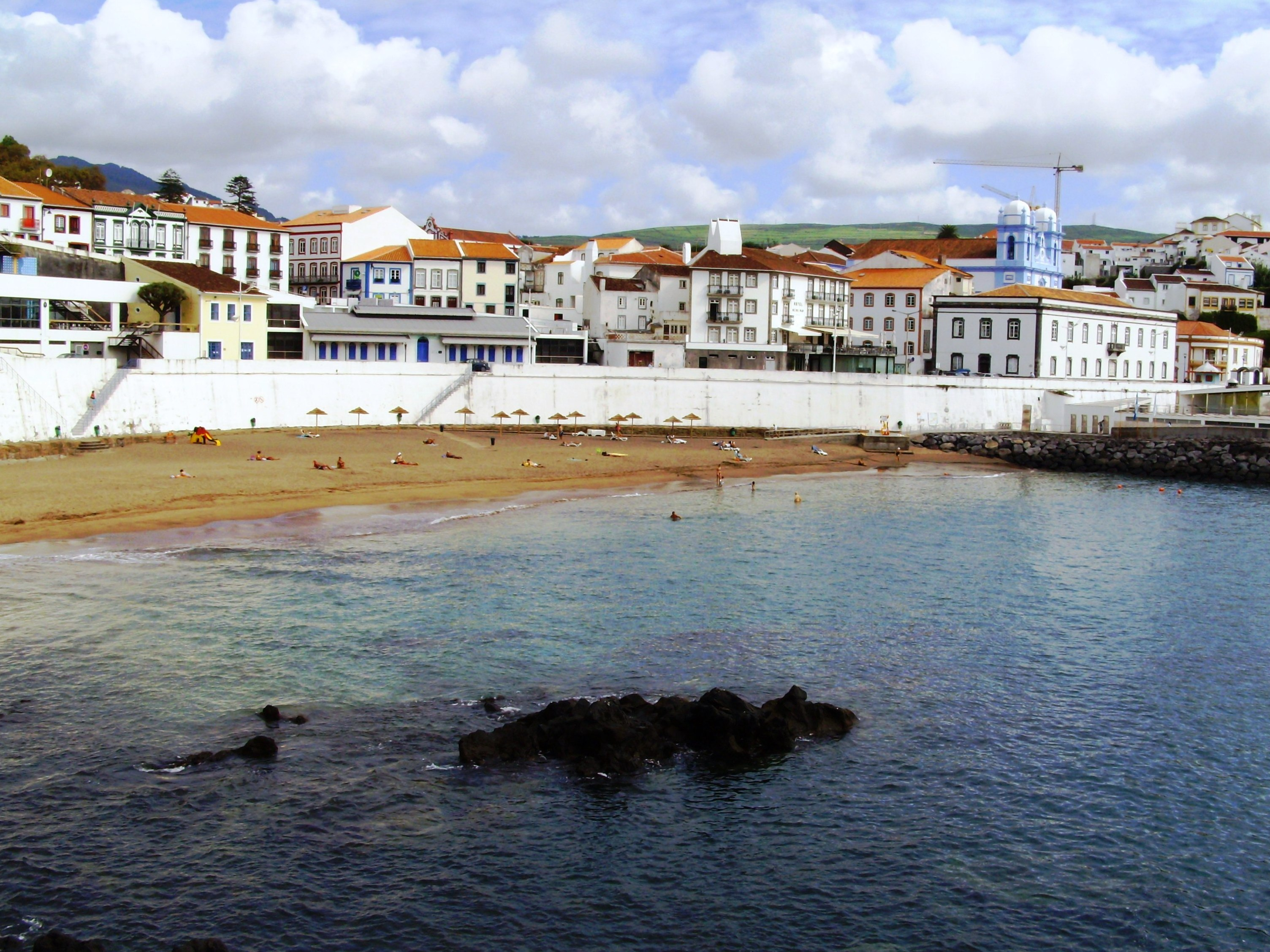
Plage.

La Plage d'Angra do Heroísmo est située dans le centre historique d'Angra do Heroísmo, dans la partie nord de la baie, dans la ville d'Angra do Heroísmo,  sur l'île de Terceira, aux Açores.
Peut-être parce qu'il s'agit de la seule plage de sable de la baie d'Angra, elle a été utilisée pendant des siècles, avec le quai de l'actuel Porto das Pipas, comme lieu d'entretien et de restauration des caravelles, voiliers, galions et autres navires qui accostaient depuis l'Inde, l'Afrique et les Amériques, en particulier du Brésil, chargés d'épices, d'or et d'argent.

## Source de traduction
- (pt) Cet article est partiellement ou en totalité issu de l’article de Wikipédia en portugais intitulé « Prainha (Angra do Heroísmo) » (voir la liste des auteurs).